# Капела светих апостола Петра и Павла на Мирогоју
45° 50′ 04″ С; 15° 59′ 06″ И / 45.8345385805433° С; 15.9850712120533° И
Православна капела светих апостола Петра и Павла на Мирогоју је капела на загребачком гробљу Мирогој, која припада Митрополији загребачко-љубљанској Српске православне цркве.
Капела је изграђена 1891. године. Покровитељ изградње била је удовица Јудита Кукуљ, која је капелу подигла на гробу свог мужа. Задужени архитекта био је Херман Боле.